# 1968年日本

## 政府
- 天皇：裕仁
- 內閣總理大臣：佐藤榮作

## 大事紀
- 2月12日：出前一丁上市。
- 12月10日：東京都府中市日本信託銀行國分寺支行提領出的三億日圓被歹徒搶奪，至今仍未破案。

## 出生
- 7月13日——南央美，配音員。
- 8月12日——遊佐浩二，配音員。